# 手塚千春
手塚千春（日语：／ Tezuka Chiharu，1974年10月27日—），日本女性配音員。ARTSVISION所屬。出身於東京都台東區。身高163cm。A型血。

## 經歷
日本播音演技研究所畢業。

## 人物
她扮演的角色包括一個活潑的女孩和一個有黑暗面的少女。
興趣、特長：觀看職業棒球、羽球、料理。讀賣巨人球迷。
ARTSVISION附屬學校日本播音演技研究所畢業，與同學的椎名碧流、藤野薰、矢澤夢瑠共4人組成偶像團體Cristal A。

## 演出
粗體字表示主要角色。

### 電視動畫
1995年
- 麵包超人（科安科拉〈初代〉、驕傲鳥）

1997年
- 吸血姬美夕（鹿島由香利、神魔·鱗劫、社員）
- 奇蹟☆女孩（女子A）
- 機械女神J（小孩）

1998年
- 大運動會（學生）
- 魔法少女砂沙美（有美〈Ms.3rd〉）
- 只有你：萬歲！歌廳俱樂部（日语：Only You ビバ!キャバクラ）（西音寺美娜）
- 銀河漂流拜法姆13（瑪姬·洛威爾）
- 時空轉抄納斯卡（女學生）
- 玲音（山本麗華）
- 聖路美娜女學院（日语：聖ルミナス女学院）（枕木史子）
- 爆走兄弟Let's & Go!! MAX（小朋友、喬治）

1999年
- 神化嬌嬌女 (新版)（威利）
- A.D.POLICE（日语：A.D.POLICE）（卡蓮·喬丹）
- 霹靂酷樂貓（1999年－2000年，小M（日语：ミー (サイボーグクロちゃん)）[10]）
- 女惡魔人（實）
- 天使不設防！（女學生）
- 日本第一的男兒魂（日语：日本一の男の魂）（夏美）
- 和爸爸跳舞吧（日语：パパと踊ろう）（吉春）

2000年
- 鋼鐵天使（加賀）

2001年
- X（健太）
- 激鬥戰車（真理野毬藻）
- 戰鬥陀螺（少年D、喬尼·麥奎格）
- 聖石小子（拉薩尼亞、霍爾）

2002年
- 禁獵魔女（矢野英子、接待人員）

2004年
- 名偵探柯南（木下加奈子）

2005年
- 陰陽大戰記（大隅、侍從）

2006年
- 超級機器人大戰 -Divine Wars-（日语：スーパーロボット大戦OG -ディバイン・ウォーズ-）（尤莉亞·海妮根）
- Soul Link（賽拉莉雅＝馬克萊特）

2008年
- Battle Spirits 少年突破馬神（王牌前鋒的母親）

### 電影動畫
- 爆旋陀螺 THE MOVIE 激戰！小龍VS大地（2002年，慎吾）

### OVA
- 夢回綠園（1993年，愛誠學生B）
- 銀河少女警察 The Animation（1999年，神城潤[11]）
- Z.O.E 2167 IDOLO（日语：Z.O.E 2167 IDOLO）（2001年，維奧拉·古奈）
- 麵包超人與開始吧！生活舞步1 元氣百倍！大家的一天（2005年，毛巾小子）

### 遊戲
1994年
- 女神天國（日语：女神天国）

1996年
- ADVANCED V.G.（日语：ヴァリアブル・ジオ）（久保田潤）
- 金田一少年之事件簿 悲報島 新的慘劇（東堂小百合、栗原真奈美[來源請求]）
- 體感棒球'96（日语：グレイテストナインシリーズ）（女播報員）
- 美少女纏組（日语：ファイアーウーマン纏組）
- 銀河少女警察 ～2086～（神城潤）
- 女武神傳說 外傳 羅沙的冒險（日语：ワルキューレの伝説 外伝 ローザの冒険）（小仙子G）

1997年
- 機戰傭兵（日语：アーマード・コア）
- 私立正義學園 LEGION OF HEROES（風間明[12]、自創角色〈女生〉）
- 同級生2（山本律子）[注 1]
- 體感棒球'97（女播報員）
- 體感棒球'97 創造奇蹟（女播報員）
- 銀河少女警察 Re-inforce（神城潤）

1998年
- ADVANCED V.G.2（日语：ヴァリアブル・ジオ）（久保田潤）
- 個人教授（日语：個人教授 (ゲーム)）（山代有希）
- 仙窟活龍大戰（日语：仙窟活龍大戦カオスシード）（東天轉）
- 旅遊派對 來一場畢業旅行吧（橘香織）
- Prism Court（日语：プリズムコート）（歌野晶）
- 體感棒球'98（女播報員）
- 體感棒球'98 暑期活動（女播報員）

1999年
- 夢幻騎士（茱莉亞·道格拉斯）
- 私立正義學園 熱血青春日記2（風間明）
- 真·魔裝機神 PANZER WARFARE（日语：真・魔装機神 PANZER WARFARE）（海蓮娜＝桑茲＝舒戈）
- 銀河少女警察 The 3rd Planet（神城潤）

2000年
- RPG Maker 2000 樣本遊戲「花嫁之冠」（安妮特）
- 燃燒吧！正義學園（風間明）

2001年
- 夢幻騎士II（日语：グローランサーII）（茱莉亞·道格拉斯）
- 星域毀滅者（維奧拉·古奈）

2002年
- 歸來的霹靂酷樂貓（小M（日语：ミー (サイボーグクロちゃん)））
- 少女熱鬥戰記（日语：フーリガン (ゲーム)）（維多利亞）
- 夢界歷險（芬妮）

2003年
- ANUBIS ZONE OF THE ENDERS（維奧拉AI）

2005年
- 青青校樹3 Hello GooD-Bye（日语：グリーングリーン3 ハローグッバイ）（美杉舞）

2007年
- 超級機器人大戰OG ORIGINAL GENERATIONS（尤莉亞·海妮根）

2013年
- 鬼武者Soul（日语：鬼武者Soul）（風間明）[注 2]

### 廣播劇CD
1991年
- 花之飛鳥組！（日语：花のあすか組!#ドラマCD1）（九樂明日香）

1992年
- 花之飛鳥組！2（日语：花のあすか組!#ドラマCD2）（九樂明日香）

1994年
- 蓬萊學園的出戀！（日语：蓬莱学園#CD）（學生）

1995年
- 少年性愛白皮書（日语：少年濡れやすく恋成りがたし）（鄰居女性）

1996年
- 銀河少女警察 東方都會事件檔案（神城潤）

1998年
- 私立正義學園廣播劇專輯 ～被狙擊的太陽學園，熱血死鬥篇～（風間明）
- 桃色姊妹花2 偉大的婚禮“壽”（日语：ももいろシスターズ）（桃子老師）

2000年
- 愛我就是要說出來。（日语：晴天なり。#ドラマCD）（信夫悠二〈小時候〉）
- 花樣少年少女（中央千里）

2001年
- sense off ～a scared story in the wind～（日语：Sense Off）（塔馬依子）

2002年
- 花樣少年少女II（中央千里）

2005年
- Soul Link（賽拉莉雅＝馬克萊特）

2008年
- 女僕刑事（妮基塔）

2010年
- 廣播劇CD 夢幻騎士（茱莉安／茱莉亞·道格拉斯）

### 外語配音

#### 電影
- 奶爸安親班
- 下一個還是你（珊卓·彼得魯茲〈傑西卡·考菲爾（英语：Jessica Cauffiel）〉）
- 致命砍人節（英语：Valentine (film)）（佩姬·普雷斯科特〈丹妮絲·理查茲〉）

#### 電視影集
- 夜行天使（科迪莉亞·蔡斯〈嘉莉絲瑪·卡本特（英语：Charisma Carpenter）〉）
- 魔法奇兵（科迪莉亞·蔡'〈嘉莉絲瑪·卡本特〉）

### 廣播節目
- PakiPaki Paradise（TBS廣播，與嘉數由美共同主持的公開錄音節目）
- NEXT MUSIC
- 嘉年華呦，千春組（日语：カーニバルだよ、ちはる組）
- 千春、愛日（日语：水野愛日）的今晚也滿載!?（日语：ちはる・愛日の今夜もいっぱい!?）
- 我是石黑寛。大家還好嗎！（日语：石黒寛です。みんな元気か!）

### 其它
- 聲♥遊俱樂部（日语：声♥遊倶楽部）（的成員之一）

## 音樂作品

### 單曲
- （名義）
- DIVE INTO CARNIVAL（廣播節目《嘉年華呦，千春組（日语：カーニバルだよ、ちはる組）》片頭曲&片尾曲）

### 專輯
- Precious Time（1999年9月24日）

## 腳註

## 外部連結
- 手塚千春｜ARTSVISION （日語）